# Woolverstone
Woolverstone est une paroisse civile d'Angleterre, au Royaume-Uni, située dans le district de Babergh, comté du Suffolk. En 2005, sa population était de 240 habitants.
L'église paroissiale est dédiée à Saint Michel, et appartient au diocèse de l'Église d'Angleterre de St Edmundsbury et Ipswich.

## Histoire
Le nom Woolverstone (à l'origine Woluestun  ) dériverait de Wulfhere, dont le « tun » ou enceinte était à son origine. De nombreuses découvertes archéologiques ont été faites dans la région, notamment des haches en silex et une pointe de flèche que l'on pense être du Néolithique, des tessons de gobelet et des silex de l'âge du bronze, des tessons et une broche des Romains, ainsi qu'une pièce de monnaie et une broche des Saxons . Deux propriétés distinctes ont été enregistrées dans l'enquête du Domesday de 1086, comprenant des terres boisées pour 15 porcs et 10 acres appartenant à l'Église.
Il existe un compte rendu très détaillé de la paroisse de Woolverstone et de ses environs entre 1639 et 1661 dans le livre intitulé The English Home of Mr. Timothy Dalton, B.A. .